# Bernal Díaz del Castillo
Bernal Díaz del Castillo (Medina del Campo, Španělsko, 1496 – Guatemala, 1584) byl španělský voják a kronikář dobývání Aztécké říše. Jeho hlavní dílo, válečné paměti, vydal kolem roku 1584 pod názvem Pravdivá historie dobývání Mexika (španělsky Historia verdadera de la Nueva España).

## Život
Narodil se ve městě Medina del Campo, buď r. 1492 nebo 1496, a již roku 1514 se nechal naverbovat jako voják generála Pedrariase Dávily, se kterým se poprvé dostal do Nového světa, přesněji na Kubu. Odtud se zúčastnil tří velkých výprav, které měly za úkol prozkoumat a především dobýt území Aztécké říše, nacházející se podle získaných zpráv na západ od ostrova: v r. 1517 se přidal k výpravě Francisca Hernándeze de Córdoba, objevitele Yucatánu , v r. 1518 se účastnil expedice vedené Juanem de Grijalvou, a konečně r. 1519 se účastní conquisty vedené samotným Hernánem Cortésem.
Cortésova výprava nebyla poslední, které se Bernal Díaz zúčastnil, jeho jméno figuruje i v dalších výpravách dalších conquistadorů, a to nejen v Mexiku, ale i v dnešní Guatelame a Hundurasu.
Bernal Díaz del Castillo získal jako encomiendu usedlosti San Juan Chamula a Micapa v provincii Chiapas, a dále také usedlost Teapa v provincii Tabasco. Později získal úřad ve městě Santiago de Guatemala, kde dožil i svá poslední léta.

## Pravdivá historie

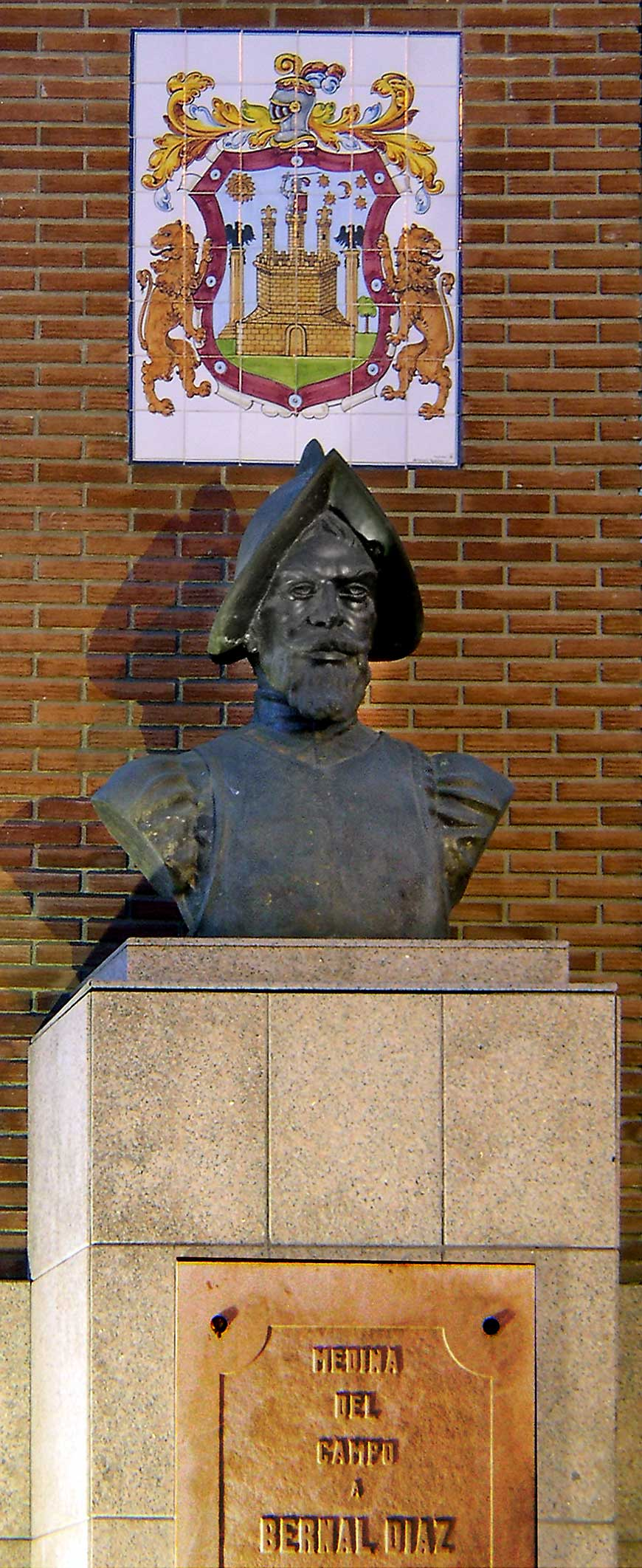
Busta Bernala Díaze del Castillo ve městě Medina del Campo, Španělsko.

Své vrcholné dílo Pravdivá historie dobývání Mexika napsal až na sklonku svého života, v době, kdy mu bylo podle jeho vlastních slov 84 let. Díaz svým dílem polemizuje s jiným, ve své době nesmírně populárním dílem Dějiny zemí indických a dobytí Mexika, které napsal Francisco López de Gómara, zpovědník a přítel Hernána Cortése. Ve svém díle líčí v první osobě celý průběh výpravy od opuštění břehů na Kubě až po dobytí Tenochtitlánu a stabilizaci španělské správy v Novém Španělsku.